# South Seas Island Resort Women's Pro Classic
Il South Seas Island Resort Women's Pro Classic è un torneo professionistico di tennis giocato su campi in cemento. Fa parte dell'ITF Women's Circuit. Si gioca annualmente a Captiva Island in USA.

## Albo d'oro

### Singolare
| Anno | Campionessa   | Finalista          | Punteggio |
| ---- | ------------- | ------------------ | --------- |
| 2013 | Mandy Minella | Gabriela Dabrowski | 6–3, 6–3  |

### Doppio
| Anno | Campionesse                   | Finaliste                       | Punteggio |
| ---- | ----------------------------- | ------------------------------- | --------- |
| 2013 | Gabriela Dabrowski Allie Will | Julia Boserup Alexandra Mueller | 6–1, 6–2  |